# Merrygoen
Merrygoen är en ort i Australien. Den ligger i kommunen Warrumbungle Shire och delstaten New South Wales, i den sydöstra delen av landet, omkring 290 kilometer nordväst om delstatshuvudstaden Sydney. Antalet invånare är 174.
Trakten runt Merrygoen är nära nog obefolkad, med mindre än två invånare per kvadratkilometer.. Närmaste större samhälle är Mendooran, omkring 11 kilometer väster om Merrygoen.
I omgivningarna runt Merrygoen växer huvudsakligen savannskog. Genomsnittlig årsnederbörd är 746 millimeter. Den regnigaste månaden är februari, med i genomsnitt 149 mm nederbörd, och den torraste är oktober, med 10 mm nederbörd.